# تریپتوفان تریپتوفیل‌کینون
تریپتوفان تریپتوفیل‌کینون (به انگلیسی: Tryptophan tryptophylquinone) با فرمول شیمیایی C۲۲H۲۰N۴O۶ یک ترکیب شیمیایی با شناسه پاب‌کم ۵۴۸۶۸۲۹ است. که جرم مولی آن ۴۳۶٫۴۱۹ g/mol می‌باشد. 